# Robert Goldwyn
Pour les articles homonymes, voir Goldwyn.
Robert Malcolm Goldwyn (1930-23 mars 2010) est un chirurgien, auteur, activiste et professeur de médecine américain. Il est professeur de chirurgie à la Harvard Medical School et chef du département de chirurgie plastique à l'hôpital Beth Israel Deaconess Medical Center de Boston de 1972 à 1996. De plus, il est rédacteur en chef du Plastic and Reconstructive Surgery durant 25 ans.

## Biographie
Né à Worcester dans le Massachusetts, Goldwyn gradue de la Worcester Academy (en) en 1948. Devenu docteur en médecine diplômé de la Harvard Medical School, il fait sa résidence de 1956 à 1961 à l'hôpital  Brigham and Women's (en) de Boston, ainsi qu'assistant en chirurgie de Harvey Cushing. De 1961 à 1963, il se spécialise en chirurgie à la Pittsburgh Medical Center de l'Université de Pittsburgh.

## Activisme et préservation
En 1960, il travaille avec le Dr. Albert Schweitzer à Lambaréné au Gabon pendant deux mois,, et en 1972, il contribue à la création de la The National Archives of Plastic Surgery de la Francis A. Countway Library of Medicine (en).
Il est également membre fondateur de la Physicians for Social Responsibility (en), fondation pour la protection du public dans plusieurs domaines dont la prolifération nucléaire et le réchauffement climatique, avec laquelle Goldwyn publie plusieurs articles sur la paix mondiale, l'éthique médicale et son opposition aux guerres chimiques et biologiques,,

## Prix et récompenses
La New England Society of Plastic and Reconstructive Surgeons décerne le prix Robert M. Goldwyn Lifetime Achievement Award et fait de Goldwyn son premier récipiendaire.
Goldwyn est professeur invité de plusieurs institutions, universités et hôpitaux à travers les États-Unis. En 1994, il est le président de la rencontre de l'association des médecins en chirurgie plastique des États-Unis à St. Louis dans le Missouri. Il est récompensé en France, Allemagne et Italie par des prix pour ses travaux de chirurgie plastique et de reconstruction. Lors de la International Confederation for Plastic, Reconstructive and Aesthetic Surgery à Berlin en 2007, il présente la Ulrich Hinderer Memorial Lecture.

## Retraite
Entre temps, il est auteur et co-auteur de plus de 350 articles, plus de 50 chapitres et éditeur de plusieurs livres, la plupart relié au champ des chirurgies plastiques. Son dernier livre est Retired not dead: thoughts plastic surgical and otherwise publié en 2008.
Il meurt en mars 2010 à l'âge de 79 ans dans sa demeure de Brookline, emporté après une bataille de 16 ans contre le cancer de la prostate,,.